# Bergantino
Bergantino (velenceiül Bergantin) település Olaszországban, Veneto régióban, Rovigo megyében. Lakosainak száma 2394 fő (2023. január 1.). Bergantino Borgocarbonara, Castelnovo Bariano, Cerea, Legnago és Melara községekkel határos.

## Népesség
A település népességének változása:
| Lakosok száma | 2536 | 2523 | 2394 |
|               | 2017 | 2018 | 2023 |